# Jazz Panorama
Jazz Panorama é o título do primeiro livro publicado no Brasil, em 1953, a tratar sobre o universo musical do jazz, de autoria de Jorge Guinle. A obra traz apresentação do poeta Vinícius de Morais e de Nelson Tolipan.
A paixão de Jorge Guinle pelo jazz teve início quando ouviu aos 11 anos "Jubilee Stomp", de Duke Ellington, testemunhando a evolução do estilo ao longo da vida, fazendo-o publicar a primeira obra do país sobre o tema e que foi em 2002 relançado pela Editora José Olympio.
Já em 1953 a crítica dizia: "o livro do sr. Jorge Guinle é trabalho de conhecedor profundo do assunto, escrito em linguagem clara e amena." Sobre o fato de ser a primeira obra brasileira sobre jazz, cumpre observar que essa primazia é relativa: ela foi editada ao mesmo tempo em que Sérgio Porto, pela governamental coleção "Os Cadernos de Cultura", lançara o seu "Pequena História do Jazz".

## Histórico e conteúdo
Depois da primeira edição em 1953, já em 1959 o livro foi “reescrito” pelo autor, pois nestes anos o cenário musical jazzístico havia mudado tanto que ele achou necessário retratar esta evolução, sendo então lançada a segunda edição da obra.
Na edição de 2002, a lista de músicos é interrompida no ano de 1960 porque, segundo o autor: “Depois disso houve poucas mudanças, apareceram bons músicos, mas nenhum gênio como nas décadas anteriores. É natural. Nos últimos séculos não apareceram novos Mozarts ou Beethovens.” A obra foi ainda acrescida de uma entrevista do autor dada a Luiz Orlando Carneiro, em que ele conta sua vida e opina sobre as últimas quatro décadas.
O lançamento em 14 de fevereiro daquele ano, como não poderia deixar de ser, ocorreu no Copacabana Palace, hotel que fora erguido por um tio de Jorge e foi palco de muitas apresentações de jazz (como a de Nat King Cole, em 1959) e que para o momento contou com uma apresentação de Juarez Araújo.
A obra tem por conteúdo uma relação dos principais gêneros e artistas, uma seleção discográfica básica que, na última edição, reporta aqueles que foram lançados em CDs.

## Apresentação e registro

Autografando, em 2002, exemplar ao amigo também jazzófilo Everardo Castro.

Na apresentação, Vinícius de Moraes declara: "De Jorge Guinle posso dizer que ninguém no Brasil, e muito pouca gente no mundo, possui a sua cultura e o seu cabedal jazzístico".
Guinle, de fato, conhecera pessoalmente os maiores expoentes do ritmo, como Louis Armstrong, Charlie Parker, Billie Holliday e  Zoot Sims.
Quando do relançamento, em 2002, deixou a seguinte dedicatória ao amigo Everardo Castro:
“Em 1948, aproximadamente, surgiu um conjunto de Jazz na Tijuca. Guardo boa recordação do conjunto que eles formaram, muito bom. Donato era quem fazia os arranjos. Eles gostavam do jazz da Califórnia, o West Coast. Eram jovens de 19 anos. Ensaiavam na casa dos pais do Paulo Moura (rua Barão de Mesquita) ou dos pais do Everardo, no Alto da Boa Vista, onde eu ia, junto com Cipó, ouvir jazz.
Everardo ia muitas vezes a minha casa com Paulo Moura. Jazz, nossa paixão. Meu amigo Everardo, grande conhecedor de Jazz e o maior incentivador entre nós. Saudades deste tempo”.

## Crítica contemporânea
Eurico Nogueira França, em julho de 1953, assinalou que "o valor e a utilidade do pequeno e substancioso livro do sr. Jorge Guinle se afirmam", embora "o plano do livro decerto ganharia se não incluísse no texto a relação de numerosos conjuntos com os seus respectivos componentes, que se torna da leitura um pouco fastidiosa para os não especialistas."
Nogueira França diz que só faz um reparo à obra: "o trecho em que o sr. Jorge Guinle descreve a transformação rítmica dos primitivos conjuntos nas bandas de jazz: 'houve - diz ele - uma mudança de acentuação no ritmo, acentuando-se agora os tempos fracos em vez dos fortes'. E acrescenta: 'Essa contínua síncope marca o início do jazz instrumental'. Ora, quando apenas se acentuam os tempos fracos não há síncope, que ocorre quando se liga o tempo fraco ao tempo forte do compasso." Ele critica, ainda, o uso pelo autor da expressão "chefe de orquestra", quando em português existe a palavra "regente".
Ele arremata assim sua análise: "ao expor as etapas evolutivas do jazz e pelo material que reúne, se faz guia valioso de iniciação em um setor importante da música do nosso tempo."

## Crítica moderna
Com a reedição da obra em 2002, Rui Pizarro, da revista Conjuntura Econômica da Fundação Getúlio Vargas, declara que a obra já despertava curiosidade em razão de seu autor ser Jorge Guinle, o então maior playboy do Brasil. Para ele, a obra se destina "tanto a leigos como àqueles que pretendem aumentar sua cultura musical", e é considerada uma "obra-prima" sobre o jazz.